# Amphisbaena fuliginosa
Az Amphisbaena fuliginosa a hüllők (Reptilia) osztályának pikkelyes hüllők (Squamata) rendjébe, ezen belül a gyíkok (Sauria) alrendjébe és az ásógyíkfélék (Amphisbaenidae) családjába tartozó faj.
Az Amphisbaena hűllőnem típusfaja.

## Előfordulása
Az Amphisbaena fuliginosa Dél-Amerika északi részén és a Trinidad szigeten honos.

## Megjelenése
Az állat teljes hossza, farokkal együtt 30-45 centiméter között van.

## Életmódja
Az esőerdő talajában él, és általában éjszaka tevékeny. Tápláléka rovarok és egyéb talajlakó gerinctelenek. Mielőtt lenyelje a zsákmányát, az Amphisbaena fuliginosa az erős állkapcsával megöli azt.

## Szaporodása
Mint sok más gyíkfaj, az Amphisbaena fuliginosa is tojások által szaporodik.

### Fordítás
- Ez a szócikk részben vagy egészben  az   Amphisbaena fuliginosa című angol Wikipédia-szócikk ezen változatának fordításán alapul.  Az eredeti cikk szerkesztőit annak laptörténete sorolja fel. Ez a jelzés csupán a megfogalmazás eredetét és a szerzői jogokat jelzi, nem szolgál a cikkben szereplő információk forrásmegjelöléseként.